# Écriture asémique
 (mars 2024).
La mise en forme du texte ne suit pas les recommandations de Wikipédia : il faut le « wikifier ».
Les points d'amélioration suivants sont les cas les plus fréquents. Le détail des points à revoir est peut-être précisé sur la page de discussion.
- Les titres sont pré-formatés par le logiciel. Ils ne sont ni en capitales, ni en gras.
- Le texte ne doit pas être écrit en capitales (les noms de famille non plus), ni en gras, ni en italique, ni en « petit »…
- Le gras n'est utilisé que pour surligner le titre de l'article dans l'introduction, une seule fois.
- L'italique est rarement utilisé : mots en langue étrangère, titres d'œuvres, noms de bateaux, etc.
- Les citations ne sont pas en italique mais en corps de texte normal. Elles sont entourées par des guillemets français : « et ».
- Les listes à puces sont à éviter, des paragraphes rédigés étant largement préférés. Les tableaux sont à réserver à la présentation de données structurées (résultats, etc.).
- Les appels de note de bas de page (petits chiffres en exposant, introduits par l'outil «  Source ») sont à placer entre la fin de phrase et le point final[comme ça].
- Les liens internes (vers d'autres articles de Wikipédia) sont à choisir avec parcimonie. Créez des liens vers des articles approfondissant le sujet. Les termes génériques sans rapport avec le sujet sont à éviter, ainsi que les répétitions de liens vers un même terme.
- Les liens externes sont à placer uniquement dans une section « Liens externes », à la fin de l'article. Ces liens sont à choisir avec parcimonie suivant les règles définies. Si un lien sert de source à l'article, son insertion dans le texte est à faire par les notes de bas de page.
- La présentation des références doit suivre les conventions bibliographiques. Il est recommandé d'utiliser les modèles {{Ouvrage}}, {{Chapitre}}, {{Article}}, {{Lien web}} et/ou {{Bibliographie}}. Le mode d'édition visuel peut mettre en forme automatiquement les références.
- Insérer une infobox (cadre d'informations à droite) n'est pas obligatoire pour parachever la mise en page.

Pour une aide détaillée, merci de consulter Aide:Wikification.
Si vous pensez que ces points ont été résolus, vous pouvez retirer ce bandeau et améliorer la mise en forme d'un autre article.

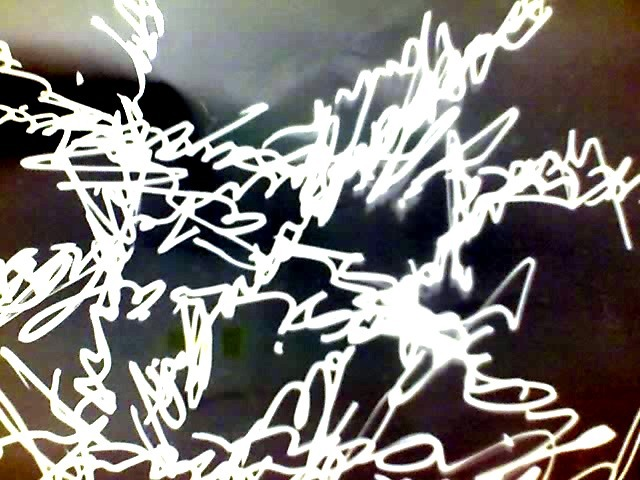
Écriture asémique de Marco Giovenale

L’écriture asémique est une forme d’écriture sans sens sémantique, ne représentant pas de mots ou lettres réels,,. Le mot asémique signifie « n’ayant aucun contenu sémantique spécifique », ou « sans la plus petite unité de sens ». L’illisibilité de l’écriture asémique crée un vide de sens, que le lecteur doit remplir et interpréter. Cela s’apparente à la façon dont on déduirait le sens d’une œuvre d’art abstraite.
Là où l’écriture asémique se distingue de l’art abstrait, c’est par l’utilisation par l’artiste de la contrainte gestuelle et la conservation des caractéristiques physiques de l’écriture telles que les lignes et les symboles. L’écriture asémique est une forme d’art hybride qui fusionne le texte et l’image, puis la laisse libre d’interprétations subjectives. Cela peut être comparé à l'écriture automatique ou à l’écriture comme fin en soi, au lieu d’écrire pour communiquer une idée. 
La nature ouverte des œuvres asémiques permet au sens de se produire à travers la compréhension linguistique ; un texte asémique peut être « lu » de la même manière quelle que soit la langue naturelle du lecteur. Des significations multiples pour une même œuvre également possible, c’est-à-dire que l’écriture asémique peut être polysémantique, ou n’avoir aucune signification, des significations infinies, ou sa signification peut évoluer au fil du temps. En ce sens, le lecteur devient co-créateur de l’œuvre asémique.
En 1997, les poètes visuels Tim Gaze  et Jim Leftwich ont pour la première fois utilisé le mot asémique, pour qualifier leurs œuvres quasi calligraphiques,. Ils les ont ensuite publiéés dans des magazines de poésie en ligne et sous forme imprimée. Les auteurs ont exploré les formes d’écriture subverbales et sub-lettrées, ainsi que l’asémie textuelle.
Depuis la fin des années 1990, l’écriture asémique s’est transformée en un mouvement littéraire et artistique mondial. Il s’est particulièrement développé au début du XXIe siècle, même s’il a pu être utilisé avant ponctuellement. Jim Leftwich a récemment déclaré qu’une œuvre réellement asémique est un objectif impossible, car il n’est pas possible de créer une œuvre artistique/littéraire entièrement dénuée de sens. Il a également commencé à utiliser le terme « pansémie », signifiant « tous-sens ». Il a également expliqué : « Le terme “pansémie” n’a pas remplacé le terme “asémie” dans ma réflexion (et vice versa) ; il m’a simplement aidé à élargir ma compréhension de la théorie et de la pratique d’écriture asémique ». 
D’autres, comme l’auteur Travis Jeppesen (en), ont trouvé le terme asémique problématique car « il semble impliquer qu’une écriture dénuée de sens existe ».

## Styles
L’écriture asémique existe sous différentes formes. Elle est souvent tracée au stylo ou au pinceau, mais peut aller du tracé au bâton dans le sable photographié, aux œuvres imprimées, images numériques, vidéos… L’intérêt de l’écriture asémique est que, même si elle est « illisible », elle conserve néanmoins un fort attrait pour l’œil du lecteur. 
Diverses écritures asémiques comprennent des pictogrammes ou des idéogrammes dont la signification est parfois suggérée par leurs formes, ou peuvent se présenter sous la forme d’un gribouillage expressionniste abstrait. Imitant l’écriture normale, l’écriture asémique cherche à faire flotter le lecteur dans un état entre la lecture et le regard. 
Par sa mise en forme, la type de support utilisé, l’écriture asémique peut suggérer un type de document et, ainsi, suggérer un sens. La forme de l’art est toujours l’écriture, souvent sous forme calligraphique, et soit dépend du sens du lecteur et de sa connaissance des systèmes d’écriture pour qu’elle ait un sens , soit peut être comprise par l’intuition esthétique. La véritable écriture asémique se produit lorsque le créateur de la pièce asémique ne peut pas lire sa propre écriture asémique. 
L’écriture asémique relative est un système d’écriture naturel qui peut être lu par certaines personnes mais pas par tout le monde. La plupart des écrits asémiques se situent entre ces deux extrêmes. Les influences sur l’écriture asémique sont des écritures illisibles, inventées ou primitives (peintures rupestres, gribouillages, dessins d’enfants, etc.). Mais au lieu d’être considérée comme une imitation de l’expression pré-alphabétisée, l’écriture asémique peut être considérée comme un style d’écriture post-alphabétisé global qui utilise toutes les formes de créativité pour s’inspirer. 
D’autres influences sur l’écriture asémique sont les langues construites, les langages artistiques, les sceaux, les écritures non déchiffrées et les graffitis. Les utilisations de l’écriture asémique comprennent la stimulation des idées mentales et créatives, la communication non verbale, la méditation, les canulars, la guérison du blocage de l’écrivain, la vie privée et l’expression personnelle de l’auteur en général.

## Histoire

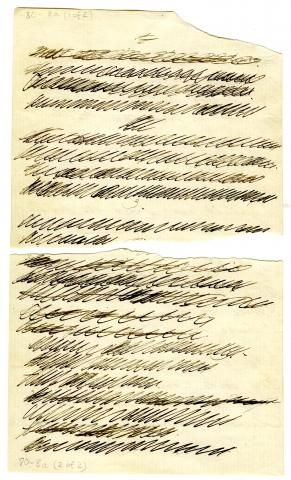
Lettre de Emily Dickinson

L’écriture asémique est présente dans la littérature et l’art d’avant-garde, avec de fortes racines dans les premières formes d’écriture. L’histoire du mouvement asémique actuel provient de deux calligraphes chinois : le « fou » Zhang Xu, un calligraphe de la dynastie Tang, célèbre pour avoir créé une calligraphie sauvage illisible, et le jeune moine « ivre » Huaisu qui excellait également dans la calligraphie cursive illisible. Les calligraphes japonais ont ensuite développé l’expression calligraphique abstraite chinoise par Hitsuzendō (la voie du Zen à travers le pinceau), permettant à leurs œuvres de dépasser la présentation formelle et de « respirer avec la vitalité de l’expérience éternelle ».
Dans la mouvance Dada, Man Ray créé le poème Paris, Mai 1924, une première œuvre d’écriture sans paroles. Plus tard dans les années 1920, Henri Michaux, influencé par la calligraphie asiatique, le surréalisme et l’écriture automatique, commença à créer des œuvres asémiques telles que Alphabet (1925) et Narration (1927). Michaux qualifiait ces œuvres de « gestes intérieurs ». L’écrivain et artiste Wassily Kandinsky a été l’un des premiers précurseurs de l’écriture asémique, avec sa pièce linéaire Indian Story (1931) illustrant une abstraction textuelle complète.
Depuis les années 1950, plusieurs artistes ont travaillé avec l'écriture asémique :
- Brion Gysin (dont la calligraphie a été influencée par la calligraphie japonaise et arabe ),
- Isidore Isou (fondateur du Lettrisme/Letterism ),
- Aline Gagnaire (1911-1997) qui travaille sur les "calligrammes"
- Cy Twombly (ancien cryptologue de l’armée américaine)
- Morita Shiryū / Bokujinkai Group [23] ont travaillé sur les écritures asémiques.

- Mira Schendel est une artiste brésilienne qui a créé de nombreuses œuvres asémiques au cours de sa vie, dont sa pièce la plus connue Archaic Writing (1964).
- Mirtha Dermisache est une autre écrivaine qui crée une écriture asémique depuis les années 1960[24]. Elle déclara également que même si ses graphismes n’ont pas de signification, ils conservent néanmoins tous les droits d’une œuvre autonome.
- Angus MacLise était un musicien et poète qui a également créé des œuvres calligraphiques asémiques dans les années 1960[25].
- Alain Satié publie en 1970 son ouvrage « Écrit en prose ou L'Œuvre hypergraphique » qui est un roman graphique / collage qui contient une écriture asémique[26].
- León Ferrari était un autre artiste/poète qui a créé de nombreuses œuvres asémiques dans les années 1960 et 1970, comme Escritura (1976)[27].
- 1974 voit la sortie de l’ouvrage de Max Ernst Maximiliana : The Illegal Practice Of Astronomy : hommage à Dorothea Tanning ; ce livre a une influence majeure sur des écrivains asémiques tels que Tim Gaze, Michael Jacobson[28], et Derek Beaulieu[29].
- Roland Barthes s’est également impliqué dans l’écriture asémique ; il a intitulé ses œuvres asémiques Contre-écritures[30],[31]. Irma Blank était une autre contributrice importante à l’écriture asémique[32].

- Un exemple moderne d’écriture asémique est le Codex Seraphinianus de Luigi Serafini (1981). Serafini a décrit le script du Codex comme asémique dans une conférence à la Société des bibliophiles de l’Université d’Oxford tenue le 8 mai 2009[33].
- Dans les années 1980, l’artiste chinois Xu Bing a créé Tiānshū, ou Un livre venu du ciel, une œuvre composée de livres et de rouleaux suspendus sur lesquels étaient imprimés 4 000 caractères dénués de sens sculptés à la main[34].
- L’artiste Gu Wenda a lancé dans les années 1980 le premier d’une série de projets centrés sur l’invention de faux idéogrammes chinois dénués de sens, représentés comme s’ils étaient véritablement anciens et traditionnels. Une exposition de ce type a eu lieu à Xi’an en 1986, présentant des peintures de faux idéogrammes à grande échelle[35].
- Également en Chine, au cours des années 1990, un mouvement de calligraphie abstraite connu sous le nom de « calligraphy-ism » a vu le jour, l’un des principaux défenseurs de ce mouvement étant Luo Qi. Le calligraphy-ism est un mouvement esthétique qui vise à faire de la calligraphie un art abstrait. Les caractères n’ont pas besoin de conserver leurs formes traditionnelles ou d’être lisibles comme des mots.
- Au Vietnam, dans les années 2000, un groupe de calligraphie appelé Zenei Gang of Five est apparu. Pour ce groupe de jeunes artistes, "Sans Mots" signifie ce qui ne peut être dit, ce qui est à la fois avant et au-delà de la spécificité de la nomination. Être sans mots, c’est ne rien dire et tout dire.

## Faux systèmes d’écriture
Les faux systèmes d’écriture sont des alphabets ou des écritures construits artificiellement et utilisés pour transmettre un certain degré de vraisemblance. Des exemples incluent les dialogues extraterrestres dans les bandes dessinées, les dessins animés et les romans graphiques (comme The League of Extraordinary Gentlemen d’ Alan Moore et la série Valérian et Laureline ).
Le script du Codex Seraphinianus de Luigi Serafini de 1981 a été confirmé par l’auteur comme n’ayant aucune signification occulte. 
Le manuscrit de Voynich utilise un système d’écriture non déchiffré que certains ont considéré comme un faux.

## Galerie

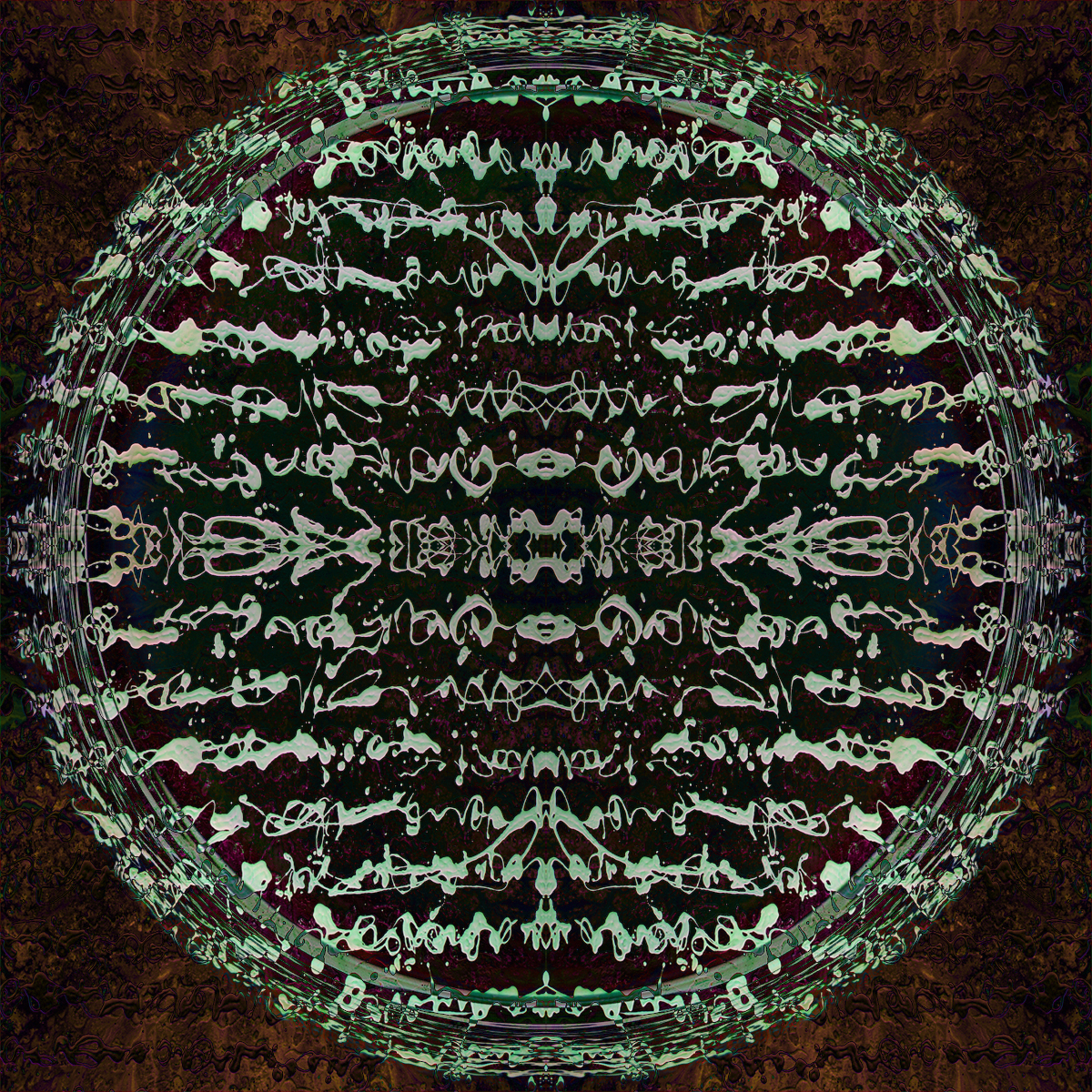
Asemic writing from Jean-Christophe Giacottino
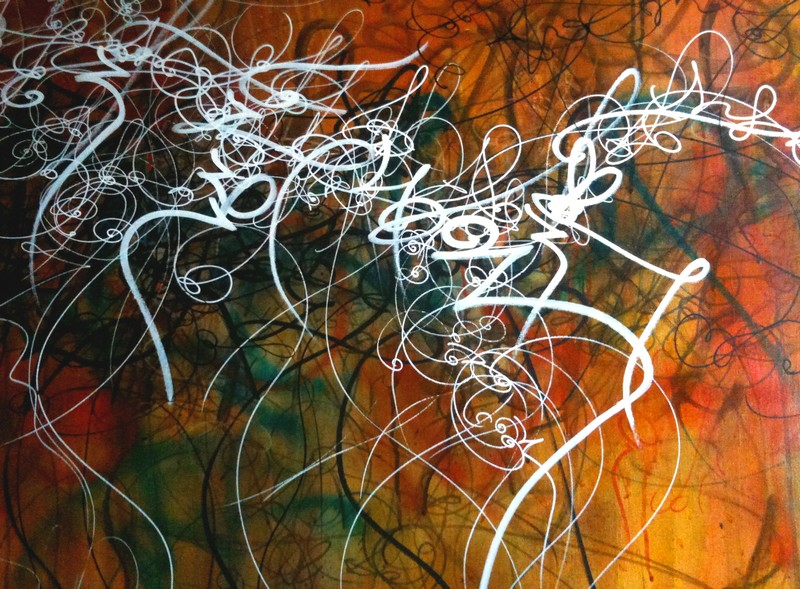
Asemic Post-Graffiti from Nuno de Matos (AKA Matox[36])
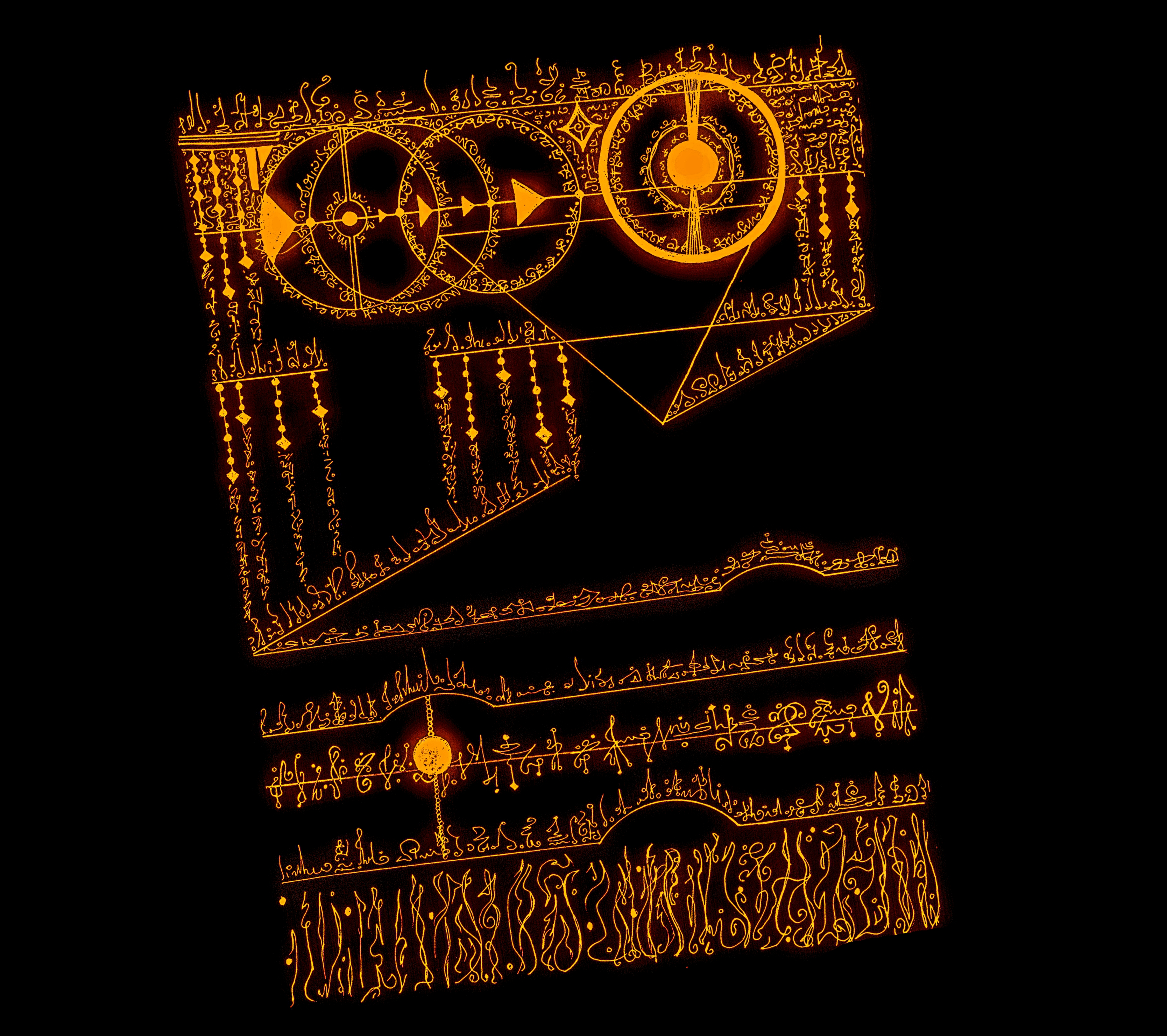
The Wheels of Transformation - Asemic Writing by Tatiana Roumelioti